# 慶舍 (趙國)
慶舍（？—？），趙國將軍。趙孝成王十年（前256年），樂乘、慶舍破秦將信梁。趙悼襄王五年（前240年），赵国以慶舍为将，居東陽，与傅抵守河梁。